# Kasparovgambiet
Het Kasparovgambiet is in de opening van een schaakpartij een variant in de schaakopening Siciliaans. Het heeft de volgende beginzetten: 1.e4 c5 2.Pf3 e6 3.d4 cd 4.Pd4 Pc6 5.Pb5 d6 6.c4 Pf6 7.P1c3 a6 8.Pa3 d5
Eco-code B 44.
Het gambiet is geanalyseerd door Garri Kasparov.